# Valerie Eliot
Valerie Eliot (Leeds, 17 de agosto de 1926-9 de noviembre de 2012, Londres) nombre de nacimiento Esme Valerie Fletcher, fue una secretaria, editora y filántropa británica.
Fue hija de James Fletcher Headingley, un gerente de la Compañía de Seguros del Estado. Valerie estudió en la Escuela Reina Ana y fue secretaria de Faber & Faber.
Contrajo matrimonio el 10 de enero de 1957 con Thomas Stearns Eliot, quien fuera Premio Nobel de Literatura en 1948, con quien tenía una diferencia en casi 38 años, y a cuya muerte en 1965, se convirtió en su albacea. En 1974 promovió y supervisó una edición de una de las obras maestras de Eliot, La tierra baldía.
Donó 15.000 libras para poner en marcha el Premio Thomas Stearns Eliot, el galardón literario de mayor dote en Reino Unido.